# Reynisfjall
Reynisfjall är ett berg i republiken Island. Det ligger i regionen Suðurland, 160 km sydost om huvudstaden Reykjavík. Toppen på Reynisfjall är 324 meter över havet.
Reynisfjall sträcker sig fram mot den berömda svarta kusten vid Vík í Mýrdal. På grund av dess närhet till raukarna Reynisdrangar i viken är berget en populär utsiktsplats för fotografer och turister och samtidigt en samlingsplats för ornitologer, som studerar beteendet hos lirorna där. Liksom de flesta andra berg i denna region har Reynisfjall endast mycket gles vegetation, som främst kännetecknas av gräs, lavar och små buskar. Till bergets topp går en serpentinväg. Från toppen syns berget Hjörleifshöfði vid bra väderförhållanden i östlig riktning. På Reynisfjalls topp finns en sändarmast som förser bebyggelsen i området med radio- och telefonförbindelse samt internetmottagning.